# Prawdziwy bohater
Prawdziwy bohater – kanadyjska powieść obyczajowa, druga książka indyjsko-kanadyjskiej pisarki Anity Rau Badami. Wydana w oryginale w 2000 roku pt The Hero's Walk, w Polsce w tłum. Danuty Stasik w 2004 przez wyd. "Dialog".

## Treść
Akcja tej książki dzieje się równolegle w fikcyjnym miasteczku na południu Indii, w Toturpuram i w Vancouver. Zamieszkała w Kanadzie, a pochodząca ze stanu Orisa autorka zna oba te światy. Splata je w powieści przedstawiając historię rodziny Rao. Śledzimy tę historię z punktu widzenia Sripati Rao, syna znanego, tragicznie zmarłego prawnika, który rozczarował swą matkę porzucając medycynę. Dziś lekceważony w pracy (pisanie reklam) próbuje się realizować pisząc do gazet listy na tematy społeczne.  Żyje on w domu w cieniu konfliktów stale rozczarowanej i atakującej wszystkich matki i coraz bardziej obcej mu żony Nirmali. Pełen poczucia winy wobec siostry Putti. Zmęczony  myślami, że nie dopełnił obowiązku brata wydając ją za mąż. Zawiedziony na niepracującym, wiecznie protestującym w demonstracjach synu Arunie. Od lat nie odzywa się do córki Mayi, która zraniła go poślubiając w Kanadzie białego mężczyznę. Równolegle autorka przedstawia tę historię widzianą oczyma 7-letniej Nandany, wnuczki Sripati. Dziewczynka nagle w Kanadzie traci w wypadku samochodowym rodziców. Widzimy Vancouver oczyma Sripati, a potem południe Indii oczyma małej osieroconej dziewczynki. Książka opowiada o oswajaniu obcości i drodze do pojednania się w rodzinie, o godzeniu się ze śmiercią bliskiej osoby. Historię te napisano czasem w sposób gorzki, często z humorem.

## Cytaty
- o matce Sripati Rao: "Ammajja straciła w życiu tak wiele - dzieci, złudzenia, marzenia, zaufanie do innych - że jedna strata więcej tak naprawdę już dla niej się nie liczyła. Wszystko przychodzi i odchodzi. Takie jest życie. Co tylko udało jej się pochwycić trzymała kurczowo z zaciekłością zwierzęcia, które dopadło swoją ofiarę".
- Arun do swego ojca, Sripati: "Wy mieliście o co walczyć - niepodległość Indii i tak dalej, prawdziwe ideały. Dla mnie i dla moich przyjaciół walka toczy się przeciwko codziennej niesprawiedliwości, naszym rodakom, którzy pozbawiają nas naszych praw.To jedyny świat, jaki mam i za jaki czuje się odpowiedzialny. Muszę mieć pewność, że nie wyleci w powietrze czy nie zostanie zmyty w następnej powodzi lub też skażony chemikaliami."
- Sripati do swego syna, Aruna: "Ja też marzyłem o tym, aby być bohaterem i spójrz teraz na mnie. Utracisz tę całą wojowniczą niewinność, kiedy posiwieją ci włosy i stwierdzisz, że jesteś odpowiedzialny za życie innych osób, nie tylko za swoje. Wszystko niepostrzeżenie będzie znikać, jedno po drugim, twoje marzenia wyparują przypiekane ostrym słońcem rzeczywistości. Dom, skuter, wykształcenie dziecka, rachunki za leczenie, jedzenie, ubranie, buty... Wszystko to cię pogrąży i,  zanim się zorientujesz, znajdziesz się jak, jak ja, u kresu młodości i spytasz  samego siebie: Dlaczego to wszystko sobie odpuściłem?"
- Nirmala ucząc tańca klasycznego do swojej uczennicy: "Jesteś Ramą, szlachetnym królem,  bohaterem. Stąpaj z godnością. Krocz odważnie i z pokorą. Unieś wysoko głowę. A ty jesteś Rawaną. On też jest potężnym królem, ale jego krok jest krokiem pyszałka. Człowieka, który jest zbyt dumny, a więc nie jest bohaterem"

W książce Indie jawią się pod postacią smaków potraw, lekcji tańca klasycznego, braku wody, prądu, przełamywania uprzedzeń wobec niższych kast, strachu przed szpitalem, gdzie wytną coś z ciebie na części, dzieci z dumą wysyłanych do Ameryki na studia i z bólem odnajdowanych tylko w listach, telefonach i...